# Dichromodes simulans
Dichromodes simulans är en fjärilsart som beskrevs av Hudson 1928. Dichromodes simulans ingår i släktet Dichromodes och familjen mätare. Inga underarter finns listade i Catalogue of Life.